# Histioea amazonica
Histioea amazonica là một loài bướm đêm thuộc phân họ Arctiinae, họ Erebidae.